# راميرو الأول ملك أراغون
راميرو الأول (قبل. 1007 – 8 مايو 1063) كان أول ملك أراغون من 1035 حتى وفاته 1063، على ما يبدو أنه الأبن غير الشرعي والبكر لـ سانشو الثالث ملك نافارا وسانتشا دي أبيار.
حصل راميرو على أراغون بعد وفاة والده بعد تقسيم إمبراطورية بينه وبين أخواته غير الأشقاء، وخلفه أبنه سانشو.